# Glenn Fleshler
Glenn Fleshler (New York, 24 settembre 1968) è un attore statunitense.

## Biografia
Attivo in prevalenza a teatro, a Broadway ha recitato in Morte di un commesso viaggiatore e ne Il mercante di Venezia. Ha preso parte anche ad opere quali Pericles, King John, The Changeling, Twilight. Sul piccolo schermo è divenuto un volto noto dopo esser stato nel cast principale di alcune serie televisive di successo degli ultimi anni quali Boardwalk Empire - L'impero del crimine (nella parte di George Remus), Damages e True Detective. Al cinema ha finora svolto ruoli di caratterista.

## Filmografia

### Cinema
- Margaret, regia di Kenneth Lonergan (2011)
- Blue Jasmine, regia di Woody Allen (2013)
- C'era una volta a New York (The Immigrant), regia di James Gray (2013)
- God's Pocket, regia di John Slattery (2014)
- 1981: Indagine a New York (A Most Violent Year), regia di J. C. Chandor (2014)
- Rock the Kasbah, regia di Barry Levinson (2015)
- The Rendezvous - Profezia mortale, regia di Amin Matalqa (2016)
- Suburbicon, regia di George Clooney (2017)
- L'unica (Irreplaceable You), regia di Stephanie Laing (2018)
- Il gabbiano (The Seagull), regia di Michael Mayer (2018)
- High Flying Bird, regia di Steven Soderbergh (2019)
- Joker, regia di Todd Phillips (2019)
- A cena con il lupo - Werewolves Within (Werewolves Within), regia di Josh Ruben (2021)
- Clean, regia di Paul Solet (2021)
- La ragazza del mare (Young Woman and the Sea), regia di Joachim Rønning (2024)

### Televisione
- Sex and the City – serie TV, episodio 1x06 (1998)
- Law & Order - Unità vittime speciali (Law & Order: Special Victims Unit) – serie TV, 5 episodi (2002-2021)
- The Good Wife – serie TV, episodio 2x03 (2010)
- Damages – serie TV, 6 episodi (2010)
- Delocated – serie TV, 7 episodi (2010-2012)
- Boardwalk Empire - L'impero del crimine (Boardwalk Empire) – serie TV, 9 episodi (2011-2013)
- True Detective – serie TV, 3 episodi (2014)
- Resurrection – serie TV, 3 episodi (2014)
- The Following – serie TV, 2 episodi (2015)
- Hannibal – serie TV, 3 episodi (2015)
- Billions – serie TV, 38 episodi (2016-2023)
- The Night Of - Cos'è successo quella notte? (The Night Of) - miniserie TV, 3 episodi (2016)
- Waco – miniserie TV, 4 puntate (2018)
- Barry – serie TV, 7 episodi (2018)
- Maniac – miniserie TV, 1 puntata (2018)
- The Twilight Zone – serie TV, episodio 1x03 (2019)
- Watchmen – miniserie TV, episodio 6 (2019)
- For Life – serie TV, 20 episodi (2020-2021)
- The Thing About Pam – miniserie TV, 6 episodi (2022)
- Fallout – serie TV, episodio 1x06 (2024)

## Doppiaggio
- Manhunt – videogioco (2003)
- Grand Theft Auto IV: The Ballad of Gay Tony – videogioco (2009)

## Doppiatori italiani
Nelle versioni in italiano delle opere in cui ha recitato, Glenn Fleshler è stato doppiato da:
- Roberto Stocchi in Rock the Kasbah, Suburbicon, Waco, FBI: Most Wanted
- Enzo Avolio in Hannibal, Billions (st. 1-5)
- Paolo Marchese in The Night Of - Cos'è successo quella notte?, For Life
- Claudio Fattoretto in Damages
- Antonio Angrisano in Fringe
- Diego Reggente in Boardwalk Empire
- Christian Iansante in True Detective
- Edoardo Siravo in 1981: indagine a New York
- Paolo Lombardi in The Knick
- Gianluca Machelli in Elementary
- Roberto Draghetti in God's Pocket
- Alessandro Budroni in Barry
- Roberto Fidecaro in Maniac
- Gianluca Tusco in Joker
- Luca Graziani in A cena con il lupo - Werewolves Within
- Stefano Mondini in Law & Order - Unità vittime speciali (ep. 19x08)
- Stefano Alessandroni in Law & Order - Unità vittime speciali (st. 23)
- Pierluigi Astore in Billions (st. 7)
- Pasquale Anselmo in Fallout
- Raffaele Palmieri ne La ragazza del mare